# 2502 Nummela
2502 Nummela (1943 EO) là một tiểu hành tinh vành đai chính được phát hiện ngày 3 tháng 3 năm 1943 bởi Yrjö Väisälä ở Turku.